# Grabau (Stormarn)
Pour les articles homonymes, voir Grabau.
Grabau est une commune allemande du Schleswig-Holstein, située dans l'arrondissement de Stormarn (Kreis Stormarn), à six kilomètres à l'ouest de la ville de Bad Oldesloe. Grabau fait partie de l'Amt Bad Oldesloe-Land (« Bad Oldesloe-campagne ») qui regroupe neuf communes autour de Bad Oldesloe.

## Lieux et monuments
Le manoir de Grabau se situe au nord-est du village.